# بلو دوفيرن
جبنة أوفرنية الزرقاء (بالفرنسية: Bleu d'Auvergne)‏ (نقحرة: بلو دوفيرن) جبن فرنسي ذي العلامات التالية: تسمية أصلية محمية (بالفرنسية: AOP)‏ و تسمية أصلية مراقبة (بالفرنسية: AOC)‏ منذ 1975م يصنع من حليب الماعز الطازج و أصله من الوسط الفرنسي الأوسط. يعتبر من أعرق أنواع الأجبان الفرنسية حيث أبتكرت وصفته في نهاية القرن 19 من طرف مربي أبقار و طريقة تحظيره خاصة جدا حيث تتبع وصفة دقيقة يستعمل فيها بقايا الخبز المتعفن تضاف أثناء التحظير للحصول على اللون الأزرق كي تسمح بإنتاج الجودة المطلوبة